# Kozaci Laheri, Hornostaiivka
Kozaci Laheri (în ucraineană Козачі Лагері) este localitatea de reședință a comunei Kozaci Laheri din raionul Hornostaiivka, regiunea Herson, Ucraina.

## Demografie
Componența lingvistică a localității Kozaci Laheri
     Ucraineană (98,81%)
     Rusă (1,19%)
Conform recensământului din 2001, majoritatea populației localității Kozaci Laheri era vorbitoare de ucraineană (98,81%), existând în minoritate și vorbitori de rusă (1,19%).